# Spinopilar armatus
Spinopilar armatus is een hooiwagen uit de familie Gonyleptidae.